# 7-я армия (Италия)
7-я армия (итал. 7 Armata) — итальянская армия, существовавшая во время Второй мировой войны. Армия была сформирована 3 раза на территории Италии, в боевых действиях участия не принимала.

## 1-е формирование
7-я итальянская армия была сформирована в сентябре 1939 года. Меньше чем через 3 месяца активной воинской службы армия была расформирована 14 декабря 1939 года.

## 2-е формирование
Армия была вновь сформирована 12 июня 1940, как резервное соединение для итальянских войск, участвовавших во Вторжении во Францию. 31 октября 1940 расформирована.

## 3-е формирование
30 сентября 1941 года армия была вновь сформирована в Южной Италии для обороны регионов Лацио, Апулия и Кампания. В 1942 году части армии были также размещены в Калабрии. После капитуляции Италии (8 сентября 1943) была расформирована. Солдаты армии были разоружены немцами и отпущены по домам.

## Командующие армией
- генерал Эммануэль Филиберто дуко ди Пустойа (1940)
- генерал Франческо Зингалес (1941 - 1942)
- генерал Адальберто дука ди Бергамо (1942 - 1943)
- генерал Марио Арисио (1943)